# Макаров, Пётр Григорьевич (генерал)
Пётр Григорьевич Макаров (29 июня 1898, село Кудеяровка, Тульская губерния— осень 1943, концлагерь Флоссенбюрг) — советский военный деятель, генерал-майор (1940), участник Гражданской и Великой Отечественной войн. В 1941 году попал в немецкий плен, был убит в концлагере.

## Биография
Пётр Макаров родился 29 июня 1898 года в селе Кудеяровка Тульской губернии в крестьянской семье. После окончания церковно-приходской школы работал батраком и чернорабочим. В феврале 1917 года призван на службу в Русскую императорскую армию в звании рядового.
В октябре 1918 года призван на службу в Рабоче-Крестьянскую Красную Армию. В 1919—1922 годах Макаров принимал участие в Гражданской войне. В 1919 году Макаров стал командиром взвода 11-й кавалерийской дивизии 1-й Конной армии, принимал участие в сражениях с Добровольческой армией генерала Деникина. В 1920 году Макаров стал командиром эскадрона той же дивизии, участвовал в сражениях против войск Врангеля. В 1921—1922 годах он стал уже командиром 13-го кавалерийского полка 1-й кавалерийской бригады 1-й Конной армии, воевал против махновцев.
После Гражданской войны до 1931 года Макаров командовал различными кавалерийскими соединениями. В 1931—1937 годах он был начальником штаба 44-го кавалерийского полка 11-й Оренбургской кавалерийской дивизии (Уральский военный округ), с мая 1935 — начальник штаба 43-го кавалерийского полка в этой дивизии. С ноября 1935 — председатель 14-й ремонтной дивизии. С 1937 года — командир полка, с 1938 — помощник командира 6-й кавалерийской дивизии Белорусского особого военного округа. 14 августа 1939 года П. Г. Макаров командовал этой дивизией. 4 июня 1940 года ему было присвоено звание генерал-майора.
В марте 1941 года Макаров был назначен заместителем командира 11-го механизированного корпуса. Участвовал в Великой Отечественной войне с первых её часов, вступил в жестокие боевые действия в Белостокско-Минском сражении. 23 июня 1941 года корпус совместно с ещё двумя корпусами принимал участие в контрударе по немецким войскам на Гродненском направлении. Контрудар не привёл к остановке продвижения войск противника, и корпусам пришлось начать отход к Минску. Вскоре 11-й механизированный попал в окружение восточнее Минска. 8 июля 1941 года Макаров при попытке выйти из окружения попал в немецкий плен.
Первоначально Макаров содержался в лагере военнопленных в Замостье в оккупированной Польше, затем в концлагере Хаммельбург. В декабре 1942 года Макаров был переведён в концентрационный лагерь Флоссенбюрг, где от побоев и истощения заболел туберкулёзом. Осенью 1943 года убит в лагере.
Награждён орденом Красного Знамени (13.02.1930), медалью «XX лет Рабоче-Крестьянской Красной Армии» (22.02.1938).

## Воинские звания
- Майор (17.02.1936);
- Полковник (5.01.1937);
- Комбриг (31.10.1938);
- Генерал-майор (4.06.1940)[3].

### Комментарии
1. ↑  Ныне Арсеньевский район,
Тульская область, Россия.